# جان اشنایدر
جان ریچارد اشنایدر سوم (به انگلیسی: John Richard Schneider III) (زاده ۸ آوریل ۱۹۶۰) یک بازیگر و خواننده آمریکایی است. بیشتر معروفیت او بخاطر بازی در نقش دنیل سایمون در سریال پزشک دهکده، و در نقش جاناتان کنت در سریال اسمالویل است.
اشنایدر در کنار حرفه بازیگری در دهه ۱۹۸۰ میلادی به اجرای موسیقی کانتری می‌پرداخت و در این راستا ۹ آلبوم و ۱۸ تک آهنگ منتشر کرد که بیشتر آلبوم‌های او در صدر پرفروشترین آلبوم‌های موسیقی کانتری قرار می‌گرفت.
او در فیلم‌های ریباند، روز برفی و تعویض شده و هجوم کوسه‌ها هم بازی کرده است.